# Varéniki
Els varéniki (de l'ucraïnès plural: варе́ники, singular: варе́ник varényk) són una mena de raviolis característics de la cuina ucraïnesa. Se'n poden trobar variants a les cuines de països veïns, com ara a la cuina belarussa, eslovaca, letona, lituana (virtiniai), moldava, polonesa (pierogi) i russa.
Els varéniki tindrien influències xineses o siberianes, encara que segons d'altres serien originàris de Turquia. Possiblement alguna variant va ser portada pels mongols i tàtars el segle x, quan van envair la regió.

## Preparació i menes de varéniki
Els varéniki es fan en forma de mitja lluna i són bullits (el seu nom prové del verb varyty = bullir). Poden estar farcits de qualsevol cosa salada (carn, fetge, peix, verdures, patates) o dolça (fruita, baies). Així, poden ser plat principal o segon, o també darreria, depenent del farcit. Com a plat principal, els més típics són de formatge fresc, xucrut, patata, fetge, bolets o combinacions d'aquests ingredients, i se solen menjar amb mantega, smetana (crema agra). També se'n poden trobar de carn, peix, cor, freixures, cansalada, ceba, mongetes, farinetes de fajol o de mill, o altres. Com a postres els més típics són de guindes, maduixes, gerds, móres, cireres, melmelada, formatge fresc dolç o formatge fresc dolç amb panses, i se solen acompanyar amb mel o sucre i nata o smetana.

## Unes diferents menes de varéniki

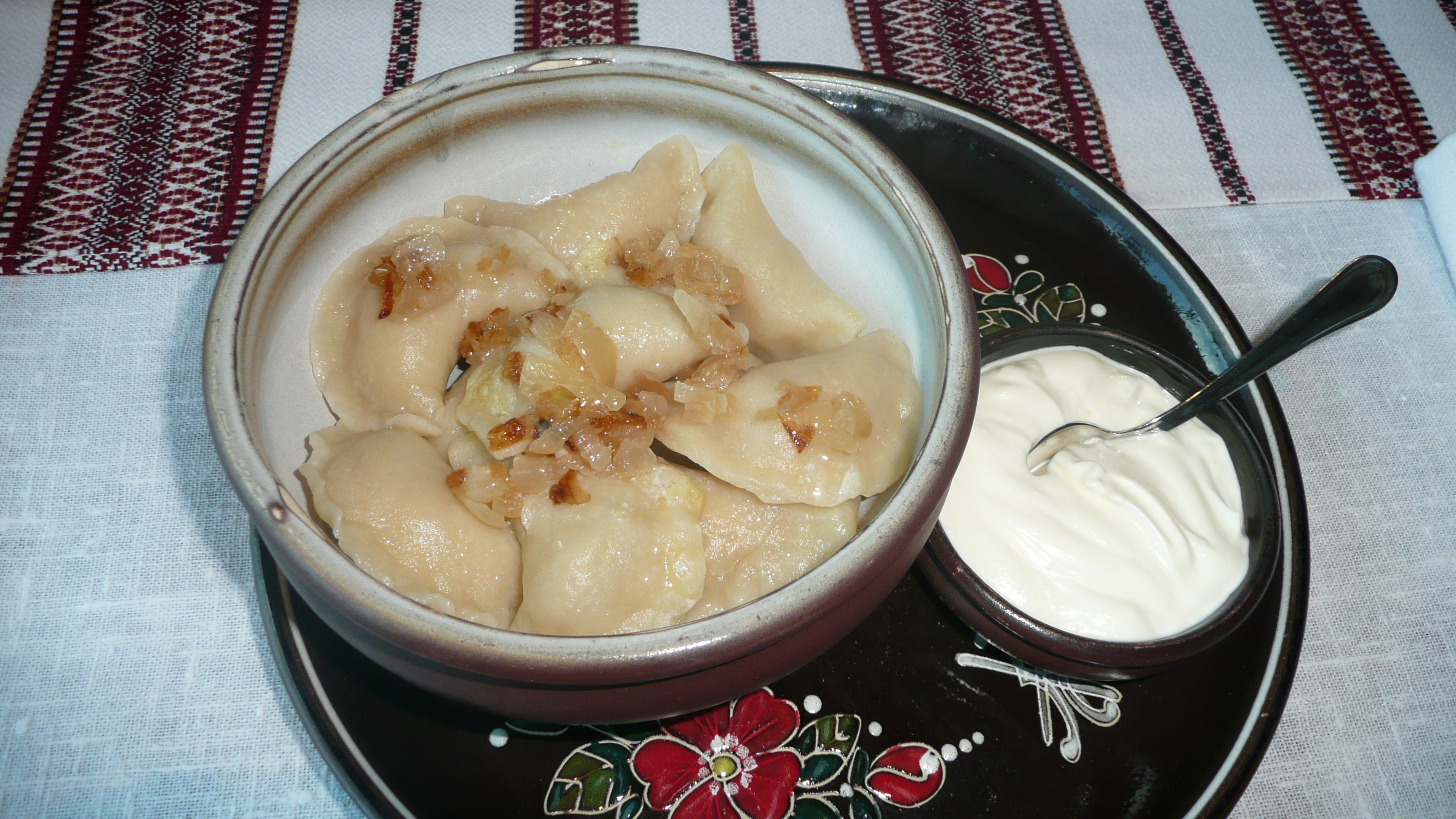
Varéniki amb ceba i cansalada fregida a Zaporíjia
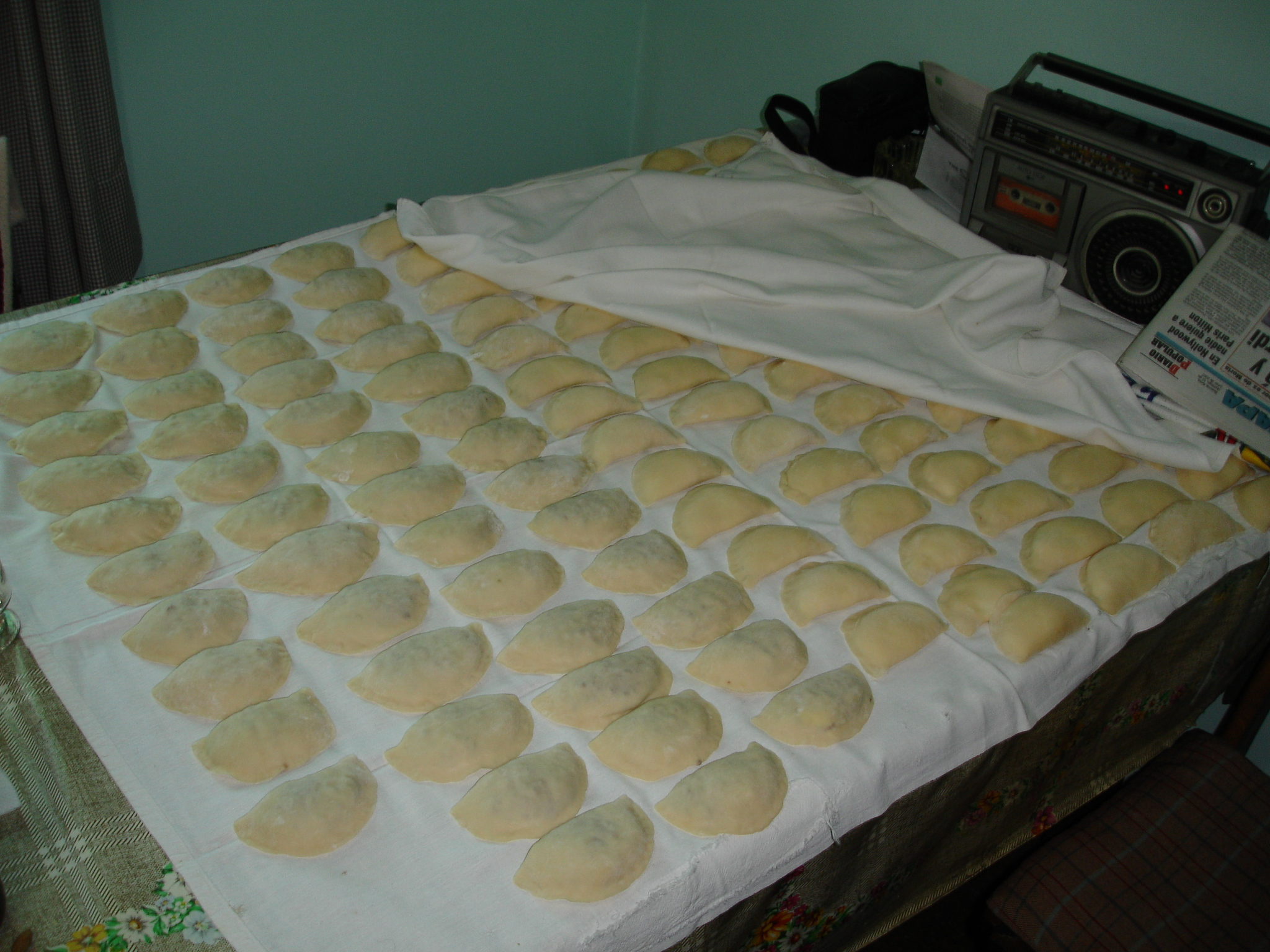
Varéniki abans de ser bullits
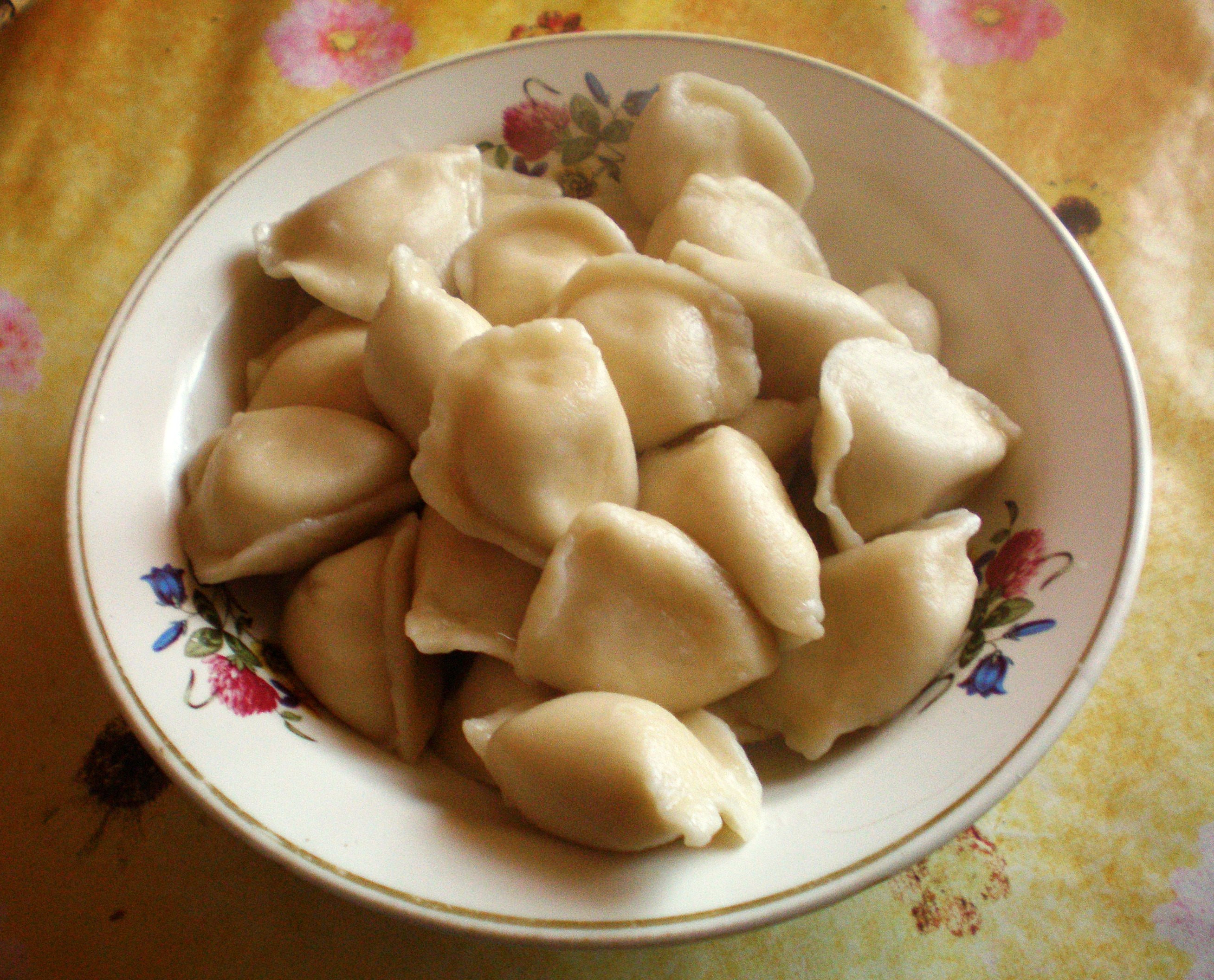
Varéniki a Lituània, encara sense salsa
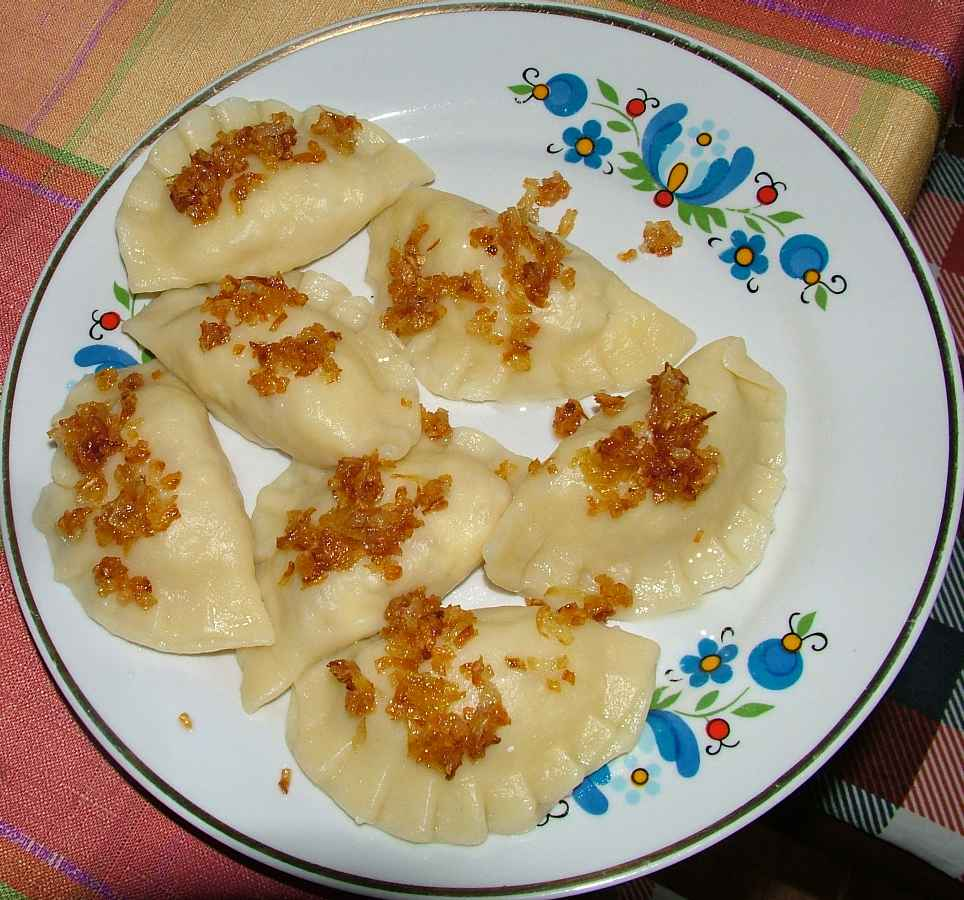
Pierogi polonesos servits amb ceba fregida
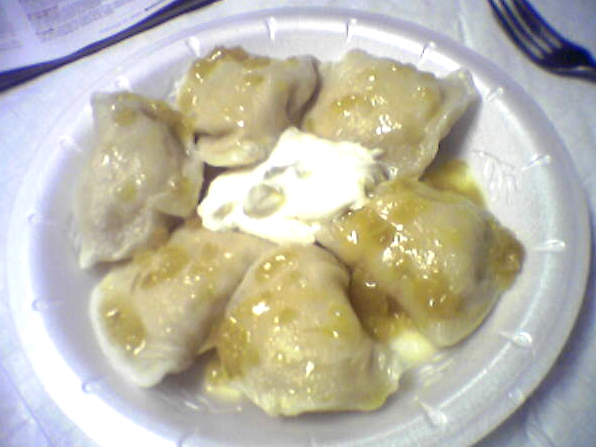
Varéniki preparats a Nova York, servits amb smetana i mantega
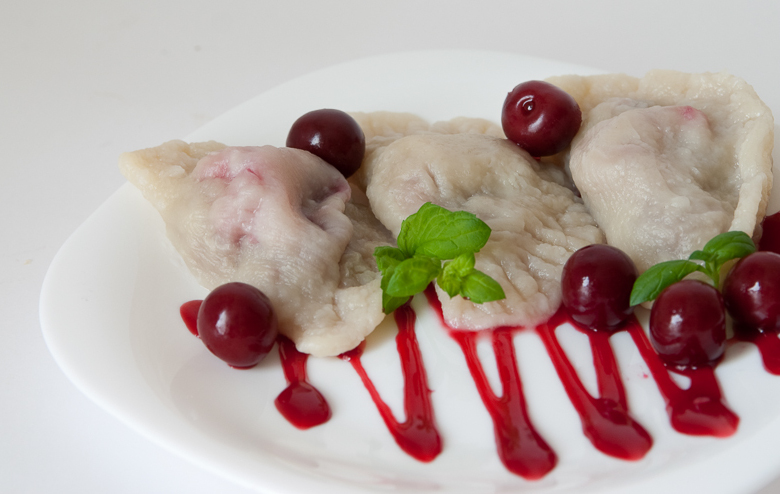
Com a darreria: varéniki de guindes